# Jüdischer Militärverband

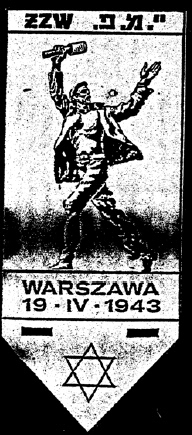
Abzeichen der ŻZW

Der Jüdische Militärverband (pl. Żydowski Związek Wojskowy, kurz ŻZW) war eine Widerstandsorganisation im Warschauer Ghetto. Sie wurde im November 1939 gegründet.
Der ŻZW bestand vor allem aus rechten Zionisten und einer Gruppe ehemaliger Angehöriger der Polnischen Armee, die bereits im September 1939 gegen die Deutschen gekämpft hatten. Der ŻZW war unabhängig von der politisch linksorientierten Jüdischen Kampforganisation (ŻOB) organisiert. Die Anzahl der Mitglieder wird auf 200 bis 250 geschätzt, die aufgrund vergleichsweise guter Kontakte zum polnischen Untergrund wesentlich besser bewaffnet waren, als etwa die Kämpfer der ŻOB. Beim Aufstand im Warschauer Ghetto kämpften sie mit der ŻOB gegen die deutschen Besatzer. Nachdem die meisten Mitglieder getötet worden waren, flohen die Überlebenden Anfang Mai 1943 aus dem Ghetto.
In den vergangenen Jahren hat ein israelisch-polnisches Forscherteam (Dariusz Libionka und Laurence Weinbaum) die Wahrhaftigkeit der Erinnerungen und einiger Aussagen zum Thema Jüdischer Militärverband von Henryk Iwański, Kalman Mendelson, Tadeusz Bednarczyk, Jack Eisner, David J. Landau, Maurice Shainberg, Joseph Greenblatt und weiteren Personen für fragwürdig erklärt. Auch werfen die beiden Historiker die Frage auf, ob Dawid Moryc Apfelbaum nicht eine fiktive Figur war und der „Kontaktring“, das markanteste Relikt des ŻZW (welches in Yad Vashem ausgestellt ist), nicht eine Fälschung darstellt. Damit stellen die beiden die Richtigkeit der Literatur über den Aufstand, wie sie v. a. durch Marian Apfelbaum, Maciej Kledzik und Moshe Arens geprägt wurde, generell in Frage.